# Dluhopis s proměnlivým úročením
Dluhopis s proměnlivým úročením (angl.floating rate note (FRN) nebo floater) je dlouhodobý dluhový cenný papír s proměnlivým kuponem, jehož výnos je zpravidla vázán na tržní referenční úrokovou sazbu (často se jedná o mezibankovní úrokové sazby jako jsou PRIBOR, LIBOR, EURIBOR) a je stanovován v pravidelných časových intervalech (obvykle ve 3 nebo 6 měsíčních). K těmto proměnlivým sazbám se přičítá určitá pevná sazba, která kompenzuje vyšší riziko ve srovnání s mezibankovním trhem a která je uvedena v emisních podmínkách (např. 3M LIBOR + 0,2%). FRNs byly poprvé emitovány v 70. letech 20. století.
V situaci, kdy referenční úrokové sazby rostou, jsou tyto dluhopisy výhodné pro investora a nevýhodné pro emitenta. Když referenční úrokové sazby klesají, platí to obráceně.

## Rizika
Investor může předpokládat vývoj kuponu, jelikož se zpožděním kopíruje vývoj tržních úrokových měr. Průběžné přizpůsobování kuponových plateb tržní situaci má za následek, že při investování do FRNs podstupujeme nižší úrokové riziko než při investování do dluhopisů s pevným či nulovým zúročením.
Ceny FRNs vykazují velmi nízkou citlivost vůči změnám tržních úrokových sazeb. Když se tržní úrokové sazby zvýší, očekávaný kuponový výnos se zvýší, což znamená, že cena dluhopisu se nemění. To je jedna z odlišností od dluhopisů s pevným úročením, jejichž cena klesá, když tržní úrokové sazby rostou a naopak. Protože jsou FRNs téměř imunní vůči úrokovému riziku, jsou považovány za konzervativní investici pro investory, kteří očekávají vzrůst tržních úrokových sazeb. Zůstává tedy hlavně riziko úvěrové.

## Emitenti
V USA jsou nejdůležitějšími emitenty vládou sponzorované podniky, v Evropě jsou jimi hlavně banky. Emise FRNs je důležitým zdrojem prostředků komerčních bank působících na evropských trzích. Prostředky získané z FRNs jsou přičítány k základnímu kapitálu bank. Pro investory bývají FRNs obvykle podřízenou pohledávkou.

## Druhy FRNs
FRN se staly předmětem velkého množství modifikací:
- FRNs s maximální úrokovou sazbou (Capped FRNs) – mají stanovenu maximální úrokovou sazbu, kterou nelze překročit; maximální hranici pro vzestup kuponové platby se říká „cap“
- FRNs s minimální úrokovou sazbou (Floored FRNs) – pod tuto úrokovou sazbu nelze klesnout; minimální mez pro pokles kuponové platby se nazývá „floor“
- FRNs s min. a max. úrokovou sazbou (Collared FRNs)
- Perpetual FRNs – nemají stanovenu dobu splatnosti
- Inverse/Reverse FRNs – kuponová úroková sazba roste, když referenční úroková míra klesá a opačně
- Step-Up FRNs – sazba, která se přičítá k referenční úrokové sazbě, se postupem času navyšuje
- Step-Up Recovery FRNs (SURF) – kupon má referenční úrokovou sazbu založenou na dluhopisovém indexu
- Deleveraged FRNs – kupon je určen rovnicí, ve které referenční index (jakéhokoliv aktiva) je vynásobený číslem menším než 1
- Leveraged FRNs – referenční index násobíme číslem větším než 1
- Extendible FRNs – obvykle 1letý dluhopis s možností jej prodloužit na 2 nebo 3 roky
- Range/corridor/accrual FRNs – dluhopis přináší úrok jen ve dnech, kdy je referenční úroková míra uvnitř určeného rozpětí
- FRN s automatickou přeměnou na pevně úročitelné dluhopisy – při poklesu úrokové sazby pod stanovenou úroveň se přemění na pevně úročený dluhopis
- FRN s možností přeměny na dluhopis s kratší dobou splatnosti – po několika letech má majitel právo ho vyměnit za jiný dluhopis s kratší dobou splatnosti

## Durace FRNs
V době výplaty kuponu je durace dluhopisu s pohyblivým úročením nulová. Protože proměnlivý kupon je většinou určen na základě referenční úrokové sazby (LIBOR, PRIBOR, ...), cena se v tomto okamžiku vyrovnává na nominální hodnotu. Mezi platbami to už neplatí. V praxi bývá pohyblivá platba známa jednu periodu předem, takže příští kupon nemůže reagovat na případné změny referenční tržní úrokové sazby. Proto je durace dluhopisu s pohyblivým úročením určena durací příští kuponové platby, kterou můžeme chápat jako zero-bond, jehož durace je rovna době do splatnosti.